# Megaselia destructor
Megaselia destructor är en tvåvingeart som först beskrevs av Malloch 1915.  Megaselia destructor ingår i släktet Megaselia och familjen puckelflugor. Inga underarter finns listade i Catalogue of Life.